# Immersisphaeria eichleriana
Immersisphaeria eichleriana är en svampart som först beskrevs av Giacopo Bresàdola, och fick sitt nu gällande namn av Jaklitsch 2007. Immersisphaeria eichleriana ingår i släktet Immersisphaeria, klassen Sordariomycetes, divisionen sporsäcksvampar och riket svampar.   Inga underarter finns listade i Catalogue of Life.